# Weichspüler
Weichspüler sind Waschhilfsmittel, die eingesetzt werden, um den bei trocknender Wäsche auftretenden Effekt der Trockenstarre zu unterbinden. Meist werden der Wäsche zusätzlich Duftstoffe und optische Aufheller zugefügt. Ein Nebeneffekt ist die Reduktion elektrostatischer Aufladung von Synthetikfasern. In manchen Produkten befinden sich unter anderem auch Cyclodextrine, welche unerwünschte Gerüche binden.

## Wirkungsweise
Weichspüler werden der Wäsche im letzten Spülgang der Maschinenwäsche zugesetzt. Sie sollen dem Effekt entgegenwirken, dass sich die Wäsche nach dem Waschen in der Maschine und anschließendem Trocknen in unbewegter Luft hart anfühlt. Dieses Trockenstarre genannte Phänomen hat seine Ursache in der Ausbildung von elektrostatischen Wasserstoffbrückenbindungen zwischen den Cellulosefasern. Die kationischen Tenside des Weichspülers dringen in die Faser ein, lagern sich an den negativ geladenen Stellen an und schwächen dadurch die Wechselwirkungen.

## Umweltverträglichkeit
Die heute eingesetzten kationischen Esterquats werden aus tierischen und pflanzlichen Fetten hergestellt und sind leichter abbaubar als das noch Anfang der 1990er Jahre verwendete Distearyldimethylammoniumchlorid (DSDMAC). Das deutsche Umweltbundesamt weist jedoch darauf hin, dass „schädliche Effekte auf Wasserorganismen nur dann ausgeschlossen werden können, wenn eine biologische Abwasserreinigung garantiert und das direkte Eindringen ins Gewässer ausgeschlossen ist“.
Entsprechend der EU-Detergenzienverordnung EG/907/2006 von 2006 müssen alle Tenside, d. h. auch Tenside in Weichspülern, vollständig biologisch abbaubar sein.
Ein weiterer Umwelt belastender Faktor von Weichspülern ist, dass Inhaltsstoffe zum Teil aus Palmöl hergestellt werden. Für den Anbau von Palmöl wird großflächig Regenwald abgeholzt. Besonders häufig wird bei der Herstellung von veganen Weichspülern Palmöl verwendet, da das tierische Fett durch ein pflanzliches Fett ersetzt werden muss.

## Nachteile
Weichspüler können durch ihre chemische Struktur eine wasserabweisende Wirkung haben, die sich jedoch durch die Wahl der Chemikalien vermeiden lässt. Die wasserabweisende Reaktion kann bewirken, dass „weichgespülte“ Handtücher, Unterwäsche, Nachtgewand, Bettwäsche etc. langsamer oder weniger Feuchtigkeit aufnehmen. Daunenschlafsäcke sollten deshalb auf keinen Fall mit Weichspüler gewaschen werden, Schlafsackhersteller empfehlen meist die Verwendung einfacher Kernseife in enthärtetem Wasser. Bei Funktionskleidung aus synthetischen Fasern, wie sie besonders im Sport häufig eingesetzt werden, können Weichspüler die Oberfläche der Kleidung verschließen. Der Abtransport des Schweißes vom Körper nach außen ist dadurch nicht mehr gewährleistet.
Inhaltsstoffe wie Duftstoffe und Lösemittel können allergische Reaktionen hervorrufen.
Kationische Tenside reagieren mit waschaktiven anionischen Tensiden zu hydrophoben Verbindungen, die mit weiterem Tensideinsatz ausgewaschen werden müssen. Der Einsatz von Weichspülern bedingt deswegen bei der nächsten Wäsche einen entsprechend erhöhten Waschmittelverbrauch.

## Sonstiges
Einer Studie des Umweltbundesamts zufolge stehen Weichspüler an der Spitze der Haushaltsmittel mit fraglichem Nutzen, wobei diese Feststellung nicht begründet wird. Zudem würden Weichspüler vorwiegend in Haushalten mit niedrigem sozialen Status verwendet.
Anfang 2011 wurden Fälle von Missbrauch von Weichspüler als Rauschmittel per Nasenspray bekannt. In einigen Weichspülern war die Substanz γ-Butyrolacton (GBL) enthalten, ein Vorläuferstoff des Betäubungsmittels γ-Hydroxybuttersäure (GHB).